# Lully (Fribourg)
Pour les articles homonymes, voir Lully.
Lully est une localité et une commune suisse du canton de Fribourg, située dans le district de la Broye.

## Histoire
Les anciennes communes de Bollion et de Seiry ont fusionné avec Lully  le 1er janvier 2006.
Le festival Broye-Luminis (son et lumière) se tient au bois de la Faye46° 50′ 07″ N, 6° 51′ 12″ E.

## Géographie
Selon l'Office fédéral de la statistique, Lully mesure 5,5 km2. 12,6 % de cette superficie correspond à des surfaces d'habitat ou d'infrastructure, 66,8 % à des surfaces agricoles, 20,4 % à des surfaces boisées et 0,2 % à des surfaces improductives.
Lully est limitrophe de Cheyres-Châbles, Estavayer et Les Montets.

Photo aérienne prise à 500 m par Walter Mittelholzer (1925)

## Démographie
Selon l'Office fédéral de la statistique, Lully possède 1 214 habitants en 2023. Sa densité de population atteint 221 hab./km².
Le graphique suivant résume l'évolution de la population de Lully (incluant les communes fusionnées ultérieurement) entre 1850 et 2008 :